# Балаганнах (Верхньовілюйський улус)
Балаганнах (рос. Балаганнах) — село Верхньовілюйського улусу, Республіки Саха Росії. Адміністративний центр Балаганнаського наслегу.
Населення — 306 осіб (2015 рік).